# Loira (Tasmânia)
Loira é uma localidade e uma pequena comunidade rural na área do governo local de West Tamar, na região de Western Tamar Valley, na Tasmânia. Está localizado a cerca de 31 quilômetros (19 mi) a noroeste da cidade de Launceston. O rio Supply forma o sul e parte das fronteiras orientais. O censo de 2016 determinou uma população de 160 para o subúrbio do estado de Loira.

## História
Originalmente conhecido como "Estação Portuária", o nome da localidade é derivado de uma palavra aborígine que significa "carvão reduzido a pó".

## Infra-estrutura rodoviária
A rota C729 (Motor Road) cruza com a West Tamar Highway, que passa pela localidade de sudeste a noroeste. Ele corre para o nordeste através da localidade para Deviot.